# Jethou
Jethou (AFI: [ˈdʒɛt.huː]) es una pequeña isla que integra las Islas del Canal. Administrativamente es parte del bailiazgo de Guernsey. Está ubicada en 49°27′N 2°28′O / 49.450, -2.467.
Es una isla privada, no está abierta al público.

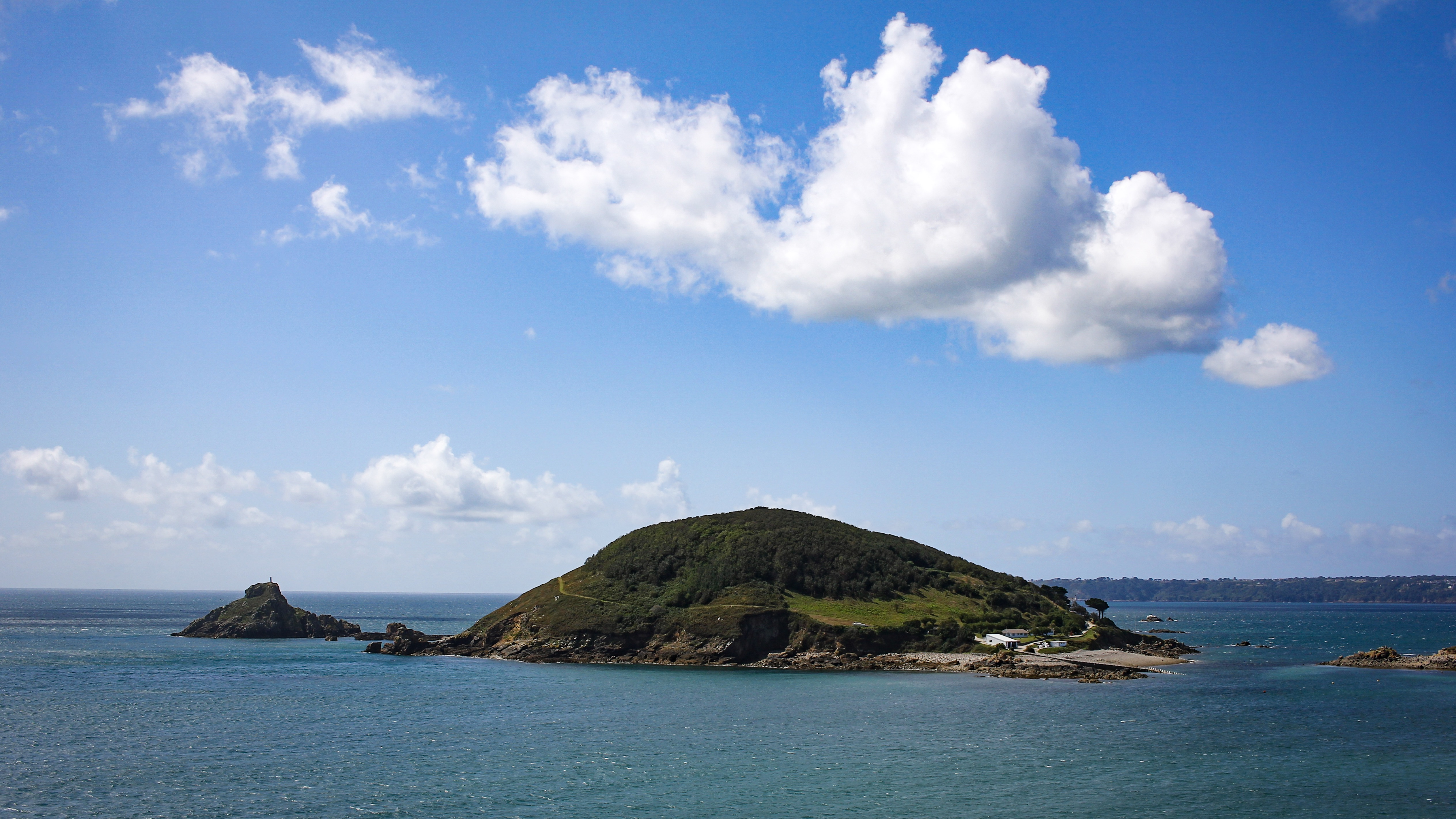
Vista de la Isla en 2019

Queda inmediatamente al sur de Herm y tiene una superficie aproximada de 18 hectáreas (0,18 kilómetros cuadrados).
El 19 de octubre de 2015, el conjunto «Herm, Jethou y The Humps», con 1802.9 ha, fue declarado sitio Ramsar (n.º ref. 2277).

## Historia
Hay evidencia de la fabricación de sílex en un área expuesta sólo en aguas bajas entre la isla y Crevichon que muestra una ocupación humana alrededor de 10.000 AC. Se dice que en el año 709 DC una tormenta arrastró la franja de tierra que conectaba la isla con Herm.
Los vikingos llamaron a la isla Keitholm. El nombre actual de la isla contiene  el sufijo normando -hou, que significa pequeña isla o pequeña colina.
En 1416, se convirtió en parte de la propiedad de Enrique V y aún permanece como propiedad de la Corona, ahora arrendada a los Estados de Guernsey.
En la parte superior hay un letrero. Se dice que en épocas anteriores, los piratas fueron colgados en el con cadenas, así como en el cercano Crevichon.

### Historia moderna
En 1867 el teniente coronel Montague Fielden se convirtió en el arrendatario de la isla. Sin embargo fue descubierto usando la isla como almacén para el contrabando de brandy desde Francia.
De 1920 a 1923 fue arrendado por el novelista escocés Compton MacKenzie junto con Herm y permaneció en esa propiedad durante años, aunque actualmente forma parte de otra diferente.
Desde septiembre de 1964 hasta diciembre de 1971 la isla estuvo ocupada por la familia Faed. La Sra. Susan Faed fue la vigésima segunda inquilina de Jethou.
En los años 50 y 60 la isla estaba abierta al público. Durante ese período se emitieron sellos. Los sellos locales en la Bailía de Guernsey fueron prohibidos el 1 de octubre de 1969, y la Isla de Jethou fue cerrada al público a partir de 1970.
En 1972, Charles Hayward, fundador del Firth Cleveland Group of Companies, pagó por el arrendamiento de la isla a la Corona y vivió allí con su esposa Elsie Darnell George hasta la muerte de Sir Charles en 1983.
Está flanqueada por dos islotes, Crevichon al norte y Fauconnière al sur. Hay una casa en la isla y dos cabañas, así como un gran garaje donde se almacenan vehículos como cuatrimotos y tractores.
En 1996 la isla fue arrendada por Sir Peter Ogden de la compañía IT Computacenter.
Fue reconocido en 2016 como un área de importancia ambiental internacional bajo la Convención de Ramsar.